# Flugplatz Allendorf/Eder

i7
i11
i13
Der Flugplatz Allendorf/Eder (ICAO-Code: EDFQ) ist ein Verkehrslandeplatz in Allendorf (Eder). Er liegt 1 km nördlich der Gemeinde im Ederbergland im Landkreis Waldeck-Frankenberg in Hessen.

## Geschichte und Nutzung
Der Flugplatz Allendorf/Eder wurde 1966 eröffnet und als Flugplatz der Viessmann-Werke sowie durch den Luftsportverein Ederbergland genutzt, ansonsten werden weder Linien- noch Charterflüge durchgeführt. Im Jahr 2005 wurde die Start- und Landebahn aufgrund der veränderten gesetzlichen Rahmenbedingungen auf 1240 Meter Länge erweitert und im Januar 2006 für den Instrumentenflugbetrieb (GPS-Anflug) freigegeben, sodass auch Anflüge bei schlechten Sichtbedingungen nach Instrumentenflugregeln möglich sind. Eine moderne Anflugbefeuerung sowie eine PAPI-Anlage unterstützten dabei den Instrumenten- als auch Sichtanflug. Im Jahr 2008 wurde das Bistro „Tri-Sixty“ als zentraler Treff für Flieger, Luftsportinteressierte und Besucher eröffnet.
Nach Aussagen von Viessmann entfallen ein Drittel aller Flugbewegungen auf den Geschäftsflugbetrieb, bei dem neben Geschäftsreisen von Firmenangehörigen ins In- und Ausland auch Kunden die Möglichkeit bekommen, das Werk in Allendorf zu besichtigen.
Auch von der Bundeswehr, hier von der Division Schnelle Kräfte (DSK), wird der Flugplatz genutzt, beispielsweise um Fallschirmjäger aufzunehmen.

## Anfahrt
Der Flugplatz liegt nahe der hessisch-nordrhein-westfälischen Grenze und ist von Winterberg via B 236 sowie von Marburg via B 252 erreichbar.